# Bradwell & Company
Bradwell & Company war ein britischer Hersteller von Cyclecars, der in Folkestone (Kent) ansässig war.
1914 stellte das Unternehmen ein Cyclecar namens Bradwell her, das einen leichten, einsitzigen Aufbau besaß und von einem Einzylindermotor mit 3,5 bhp (2,6 kW) von Precision angetrieben wurde. Die Motorkraft wurde über Riemen an die Hinterräder weitergeleitet. Der Wagen kostete £ 65.